# 凱文·喬利
凱文·喬利（Kevin Jolly，1959年7月9日—），已退役英格蘭男子羽毛球運動員。
凱文·喬利主攻單打，曾贏得1983年英格蘭錦標賽冠軍，並獲得威爾斯國際錦標賽（1976、1979）、台北國際邀請賽（1981）、葡萄牙公開賽（1981、1983）、愛爾蘭國際錦標賽（1984、1985）等國際賽冠軍。
他偶而也參加雙打比賽，曾獲得1976年威爾斯國際錦標賽男子雙打冠軍。